# Mate Laušić
General pukovnik Mate Laušić (Sisak, 8. lipnja 1949. – Zagreb, 12. svibnja 2025.), bio je hrvatski general te načelnik Uprave vojne policije u Oružanim snagama Republike Hrvatske u razdoblju od 1992. do 2002.

## Životopis
Nakon srednje škole Laušić je odslužio vojni rok i odmah potom prijavio se za rad u miliciji 1971. Desetak godina radio je kao kriminalist na suzbijanju i otkrivanju džepnih krađa, ilegalne trgovine trapericama i tekstilom, šverca droge, krivotvorenja isprava i tome slično. Bio je 1972. u timu koji je osiguravao Josipa Broza Tita na Zagrebačkom velesajmu, a kao nositelj osiguranja pojavio se 1984. na otvorenju Kineske izložbe u Zagrebu. Potom je 1987. bio i direktor Sektora sigurnosti Univerzijade u Zagrebu. Prve kontakte s HDZ-om imao je 1989., kad je zagrebačka policija odredila njega, Vjekoslava Brakovića i Matu Lisička da koordiniraju osiguranje HDZ-ova 1. Općeg sabora. Kao pomoćnik Damira Lončarića, glavnog za kriminalitet, bio je zadužen za operaciju "Prsten", odnosno hvatanje Vinka Pintarića, serijskog ubojice iz Zagorja koji se dugi niz godina skrivao pred policijom.
Bio je prvi šef osiguranja dr. Franje Tuđmana na samim početcima stvaranja neovisne Republike Hrvatske, od prosinca 1990. do 1. prosinca 1991.
Od siječnja 1992. pa sve do prosinca 2002. bio je na čelu Vojne policije. Umirovljen je 1. siječnja 2003. godine.
Suautor je knjiga:
- Jeste li još uvijek sigurni da ste sigurni? (suautori Saša Petar, Bono Marjanović), 2008.
- Sigurnost na službenom putu (suautori Saša Petar, Bono Marjanović), 2009.

Uredio je knjigu Vojna policija u Domovinskom ratu (1998.).
Preminuo je u Zagrebu, 12. svibnja 2025. godine.